# Xã Corinth, Quận Humboldt, Iowa
Xã Corinth (tiếng Anh: Corinth Township) là một xã thuộc quận Humboldt, tiểu bang Iowa, Hoa Kỳ. Năm 2010, dân số của xã này là 337 người.